# 縣道143號
縣道143號（漢寶－大城），為位於彰化縣西南二林地區的一條縣道，北起彰化縣芳苑鄉漢寶，南至彰化縣大城鄉下山腳，全長共計24.155公里（公路總局資料）。

## 支線（已解編）

### 甲線
縣道143甲線（金瓜寮－竹塘），為位於彰化縣西南二林地區的一條縣道，西北起彰化縣二林鎮頂金瓜寮，東南至彰化縣竹塘鄉竹塘市區，全長共計6.808公里（公路總局資料），於2013年12月17日公告解編。原路段維持市區道路的身分一段時間，之後於2024年1月24日交通部的公告中，大部分路段納編為鄉道彰190線，該路線僅在竹塘市區與改行竹塘街及和平街，其餘與已解編的143甲線無異。

## 行經行政區域
全線均位於彰化縣境內。
| 芳苑鄉 | 漢寶           | 0.000  | 台17線 · 彰117線 | 公路起點 彰117線終點 |
| 芳苑鄉 | 漢寶           | －     |                  |                      |
| 芳苑鄉 | 漢寶           | －     | （地區道路）     |                      |
| 芳苑鄉 | 漢寶           | －     |                  |                      |
| 芳苑鄉 | 漢寶           | －     | 彰116線          |                      |
| 芳苑鄉 | －             |        |                  |                      |
| 芳苑鄉 | 二十七戶       | －     | 彰119線          |                      |
| 芳苑鄉 | 頂王功寮       | －     | 彰118線          |                      |
| 芳苑鄉 | 草湖           | 6.690  | 縣道148號        |                      |
| 二林鎮 | 頂後厝         | －     | 彰127線          | 彰127線起點          |
| 二林鎮 | 二林平交路口   | －     | 台76線           |                      |
| 二林鎮 | －             |        |                  |                      |
| 二林鎮 | 頂後厝         | 9.405  | 彰126線          |                      |
| 芳苑鄉 | 沒有主要交會點 |        |                  |                      |
| 二林鎮 | 頂後厝         | －     | （地區道路）     |                      |
| 二林鎮 | 十三戶         | －     | 彰131線          | 彰131線起點          |
| 二林鎮 | －             |        |                  |                      |
| 二林鎮 | 下山寮         | －     | 縣道150號        |                      |
| 二林鎮 | －             |        |                  |                      |
| 二林鎮 | 二林市區       | －     | 彰169線          | 彰169線起點          |
| 二林鎮 | 二林市區       | －     | 彰167線          | 彰167線起點          |
| 二林鎮 | 二林市區       | －     | 彰158線          | 彰158線終點          |
| 二林鎮 | 二林市區       | －     |                  |                      |
| 二林鎮 | 二林市區       | －     | （地區道路）     |                      |
| 二林鎮 | 舊社           | －     | （地區道路）     |                      |
| 二林鎮 | 中西           | －     | 彰168線          | 彰168線起點          |
| 大城鄉 | 魚寮           | 19.137 | 彰157線          | 彰157線終點          |
| 大城鄉 | －             |        |                  |                      |
| 大城鄉 | 大城市區       | 20.639 | 縣道152號        | 與縣道152號共線起點  |
| 大城鄉 | 大城市區       | －     | 縣道152號        | 與縣道152號共線終點  |
| 大城鄉 | 大城市區       | －     | 彰166線          | 彰166線起點          |
| 大城鄉 | 下山腳         | －     | 彰160線          | 彰160線終點          |
| 大城鄉 | 下山腳         | 23.500 | 彰159-1線        | 彰159-1終點          |
| 大城鄉 | 下山腳         | －     |                  |                      |
| 大城鄉 | 下山腳         | －     | （地區道路）     | 公路終點             |
| 共線   |                |        |                  |                      |

## 沿線路名
- 草漢路
- 二溪路草二段
- 二溪路三－一段
- 大成路
- 二城路
- 魚寮路
- 東平路
- 北平路
- 中平路
- 大山路
- 古山路

## 沿線設施與景點
- 彰化縣芳苑鄉漢寶國民小學
- 彰化縣芳苑鄉建新國民小學
- 彰化縣二林鎮二林國民小學
- 彰化縣二林鎮中正國民小學
- 彰化縣立二林高級中學
- 彰化縣大城鄉大城國民小學